# Unione Sportiva Poggibonsi 1993-1994
Questa voce raccoglie le informazioni riguardanti l'Unione Sportiva Poggibonsi nelle competizioni ufficiali della stagione 1993-1994.

## Rosa
| N. |                   | Ruolo | Calciatore               |  |
| -- | ----------------- | ----- | ------------------------ |  |
|    | Italia (bandiera) | C     | Simone Alfani            |  |
|    | Italia (bandiera) | D     | Marco Baroni             |  |
|    | Italia (bandiera) | P     | Alessandro Cantini       |  |
|    | Italia (bandiera) | A     | Francesco Codice         |  |
|    | Italia (bandiera) | D     | Michele Coppola          |  |
|    | Italia (bandiera) | C     | Massimiliano De Girolamo |  |
|    | Italia (bandiera) | D     | Marco Falossi            |  |
|    | Italia (bandiera) | A     | Giuliano Ferrari         |  |
|    | Italia (bandiera) | C     | Luca Franceschini        |  |
|    | Italia (bandiera) | A     | Alessandro Franchi       |  |
|    | Italia (bandiera) | C     | Rudy Gianneschi          |  |
|    | Italia (bandiera) | D     | Riccardo Giannone        |  |
|    | Italia (bandiera) | D     | Claudio Gori             |  |

| N. |                   | Ruolo | Calciatore             |
| -- | ----------------- | ----- | ---------------------- |
|    | Italia (bandiera) | P     | Andrea Ivan            |
|    | Italia (bandiera) | C     | Gionatan Mangani       |
|    | Italia (bandiera) | C     | Gianni Margheriti      |
|    | Italia (bandiera) | C     | Massimiliano Menchetti |
|    | Italia (bandiera) | A     | Simone Mucciarelli     |
|    | Italia (bandiera) | C     | Giovanni Nirolo        |
|    | Italia (bandiera) | D     | Giuseppe Petito        |
|    | Italia (bandiera) | C     | Federico Rossi         |
|    | Italia (bandiera) | C     | Luca Armando Sbrega    |
|    | Italia (bandiera) | D     | Antonio Strano         |
|    | Italia (bandiera) | A     | Simone Vespignani      |
|    | Italia (bandiera) | D     | Gianni Villoresi       |